# Markus Pöhlmann
Markus Pöhlmann (* 1967) ist ein deutscher Historiker. Er arbeitet am Zentrum für Militärgeschichte und Sozialwissenschaften der Bundeswehr in Potsdam. Seine Forschungsschwerpunkte liegen in der deutschen Militärgeschichte, in der Geschichte der Nachrichtendienste und im Verhältnis von Krieg und Medien.

## Leben
Pöhlmann studierte Geschichte, Anglistik und Kommunikationswissenschaft an der Universität Augsburg (M.A., 1996), am University College Galway (heute National University of Ireland, Galway) und an der Universität Bern. Von 1997 bis 1999 war er Wissenschaftlicher Mitarbeiter am Historischen Institut der Universität Bern. 2000 wurde er bei Stig Förster mit der Dissertation Kriegsgeschichte und Geschichtspolitik. Der Erste Weltkrieg. Die amtliche deutsche Militärgeschichtsschreibung 1914–1956 zum Dr. phil. promoviert. Für die Arbeit wurde er 2002 mit dem Werner-Hahlweg-Preis für Militärgeschichte und Wehrwissenschaften (2. Preis) ausgezeichnet. 2016 habilitierte er an der Philosophischen Fakultät der Universität Potsdam.
Von 2001 bis 2006 arbeitete er als Redakteur für das Geschichtsmagazin DAMALS. Es folgte eine Assistenz an der Universität Bern und von 2007 bis 2008 das Leverhulme Visiting Research Fellowship am European Studies Research Institute der University of Salford. Von 2008 bis 2012 war er Wissenschaftlicher Mitarbeiter am Militärgeschichtlichen Forschungsamt (MGFA), seit 2013 am Zentrum für Militärgeschichte und Sozialwissenschaften der Bundeswehr (ZMSBw) in Potsdam. Außerdem ist er Redakteur der Militärgeschichtlichen Zeitschrift (MGZ) und des Portals Militärgeschichte.
Er ist Mitglied des Centre International de Recherche de l’Historial de la Grande Guerre in Péronne (Frankreich). Pöhlmann ist Herausgeber mehrerer Bücher und veröffentlichte in geschichtswissenschaftlichen Zeitschriften wie Comparativ, Journal of Intelligence History, Militärgeschichtliche Zeitschrift, Mittelweg 36 und Zeitschrift für Geschichtswissenschaft. Er war zudem Mitarbeiter des Standardwerks zum Ersten Weltkrieg Enzyklopädie Erster Weltkrieg (2003).

## Rezensionen
Ralf Raths besprach das Buch Der Panzer und die Mechanisierung des Krieges auf dem Youtube-Kanal des Deutschen Panzermuseums. Er empfahl es ausdrücklich. „Das ist ein Buch, das fachwissenschaftlich sehr sauber gearbeitet ist“. Es sei mit einem ausführlichen Anteil weiterführender Literatur und teilweise sehr unterhaltsam geschrieben. Weiterhin schaffe der Autor es, komplexe Sachverhalte verständlich zu vereinfachen. Schwächen seien die teilweise sehr fachliche Sprache und die unzureichende, eventuell sogar falsche Beleuchtung des Begriffs „Blitzkrieg“. Als besonders wertvoll sieht Raths die Darstellung der Zwischenkriegszeit.

## Schriften (Auswahl)
- mit Stig Förster und Dierk Walter (Hrsg.): Schlachten der Weltgeschichte. Von Salamis bis Sinai. C.H. Beck, München 2001, ISBN 3-406-48097-7.
- Kriegsgeschichte und Geschichtspolitik. Der Erste Weltkrieg. Die amtliche deutsche Militärgeschichtsschreibung 1914–1956 (= Krieg in der Geschichte. Band 12). Ferdinand Schöningh, Paderborn 2002, ISBN 3-506-74481-X.
- mit Karin von Maur: Der Maler Hermann Stenner im Spiegel seiner Korrespondenz. Briefe 1909–1914. Hrsg. von Karin von Maur und dem Freundeskreis Hermann Stenner. Prestel, München 2006, ISBN 3-7913-3731-9.
- mit Stig Förster und Dierk Walter (Hrsg.): Kriegsherren der Weltgeschichte. 22 historische Portraits. C.H. Beck, München 2006, ISBN 3-406-54983-7.
- mit Günther Kronenbitter und Dierk Walter (Hrsg.): Besatzung. Funktion und Gestalt militärischer Fremdherrschaft von der Antike bis zum 20. Jahrhundert (= Krieg in der Geschichte. Band 28). Ferdinand Schöningh, Paderborn 2006, ISBN 3-506-71736-7.
- Der Grenzgänger. Der Dichter Klabund als Propagandist und V-Mann im Ersten Weltkrieg. In: Zeitschrift für Geschichtswissenschaft. 55, 2007, S. 397–410.
- German Intelligence at War, 1914–1918. In: Journal of Intelligence History. 5, Winter 2005, S. 25–54.
- mit Winfried Heinemann (Hrsg.): Monarchen und ihr Militär (= Potsdamer Schriften zur Militärgeschichte. Band 10). MGFA, Potsdam 2010, ISBN 978-3-941571-07-5.
- als Hrsg.: Deutsche Militärfachzeitschriften im 20. Jahrhundert (= Potsdamer Schriften zur Militärgeschichte. Band 17). MGFA, Potsdam 2012, ISBN 978-3-941571-18-1.
- mit Harald Potempa und Thomas Vogel (Hrsg.): Der Erste Weltkrieg 1914–1918. Der deutsche Aufmarsch in ein kriegerisches Jahrhundert. Bucher, München 2014, ISBN 978-3-7658-2033-5.
- mit Ulrike Ludwig und John Zimmermann (Hrsg.): Ehre und Pflichterfüllung als Codes militärischer Tugenden (= Krieg in der Geschichte. Band 69). Ferdinand Schöningh, Paderborn 2014, ISBN 978-3-506-77312-8.
- mit Flavio Eichmann und Dierk Walter (Hrsg.): Globale Machtkonflikte und Kriege. Festschrift für Stig Förster zum 65. Geburtstag. Ferdinand Schöningh, Paderborn 2016, ISBN 978-3-506-78392-9.
- Der Panzer und die Mechanisierung des Krieges. Eine deutsche Geschichte 1890–1945 (= Zeitalter der Weltkriege. Band 14). Ferdinand Schöningh, Paderborn 2016, ISBN 978-3-506-78355-4.
- Es war gerade, als würde alles bersten. Augsburg im Bombenkrieg, München 2019, ISBN 978-3-86222-282-7 (1. Ausgabe 1994).
- Geheimnis und Sicherheit: Der Aufstieg militärischer Nachrichtendienste in Deutschland, Frankreich und Großbritannien 1871–1914 (= Zentrum für Militärgeschichte und Sozialwissenschaften der Bundeswehr [Hrsg.]: Zeitalter der Weltkriege. Band 26). de Gruyter/Oldenbourg, Berlin/Boston 2024, ISBN 978-3-11-138046-9.